# Mieres (Asturies)
Pour les articles homonymes, voir Mieres.
Mieres est une commune (concejo) située dans la communauté autonome des Asturies en Espagne.

## Géographie
Située à 20 kilomètres de la capitale de la principauté, Oviedo, ses principales villes par nombre d'habitants sont : Mieres, sa capitale (21 782  habitants en 2022), Turón (3 670 habitants en 2017), Figaredo (2 072 habitants en 2017), Ujo (1 932 habitants en 2017) et Santa Rosa (1 473  habitants en 2017). 
Le principal cours d'eau de Mieres est la rivière Caudal (es), affluent du Nalón, qui prend sa source au confluent de la Lena et de l'Aller, à Ujo, et traverse la commune du sud au nord.
Le climat de Mieres est océanique et plus froid que celui des autres villes de la côte asturienne, comme Gijón ou Avilés. 
Les espèces d'arbres prédominantes sont principalement le châtaignier, mais il y a également des frênes, des hêtres, des noyers, des noisetiers et des pins.

### Paroisses
La commune de Mieres se divise en 16 paroisses civiles :
- Baíña
- Figaredo
- Gallegos
- Loredo
- Mieres
- Mieres (extrarradio)
- La Peña
- Rebollada
- Santa Cruz
- Santa Rosa
- Santullano
- Seana
- Turón
- Urbiés
- Ujo
- Valdecuna

## Histoire
Elle fut l'un des épicentres des grèves de 1962-63.

## Économie
Mieres fut un important centre d'extraction du charbon avec plusieurs mines en activités au cours du XIXe siècle et qui déclina au cours du XXe siècle. Jusqu'en 1970, Mieres était également un centre important pour l'industrie sidérurgique.

## Éducation
Mieres possède un des campus de l'université d'Oviedo.

## Culture
Tous les ans a lieu au printemps (en avril) le festival de musique folk "Folixa Na Primavera" (signifiant littéralement "Folklore au printemps") qui a commémoré en avril 2016 sa 20e édition.

## Personnalités liées à la commune
- Dolores Valdés Fernández (1882-1967), femme politique espagnole[1].
- Celso Alonso (1931-2019), footballeur.
- Teksuo, groupe de metalcore

## Galerie

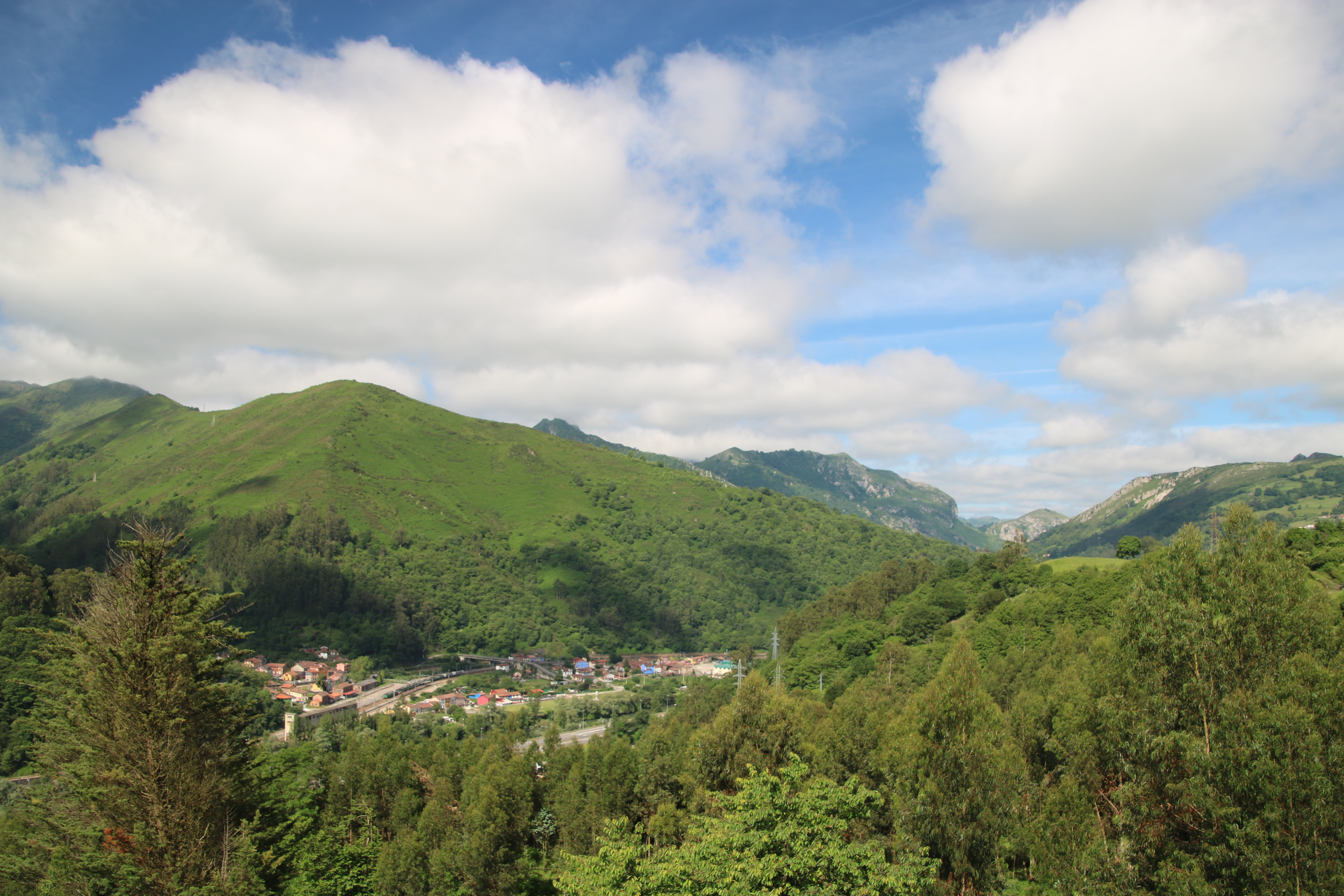
Vue générale de Mieres.
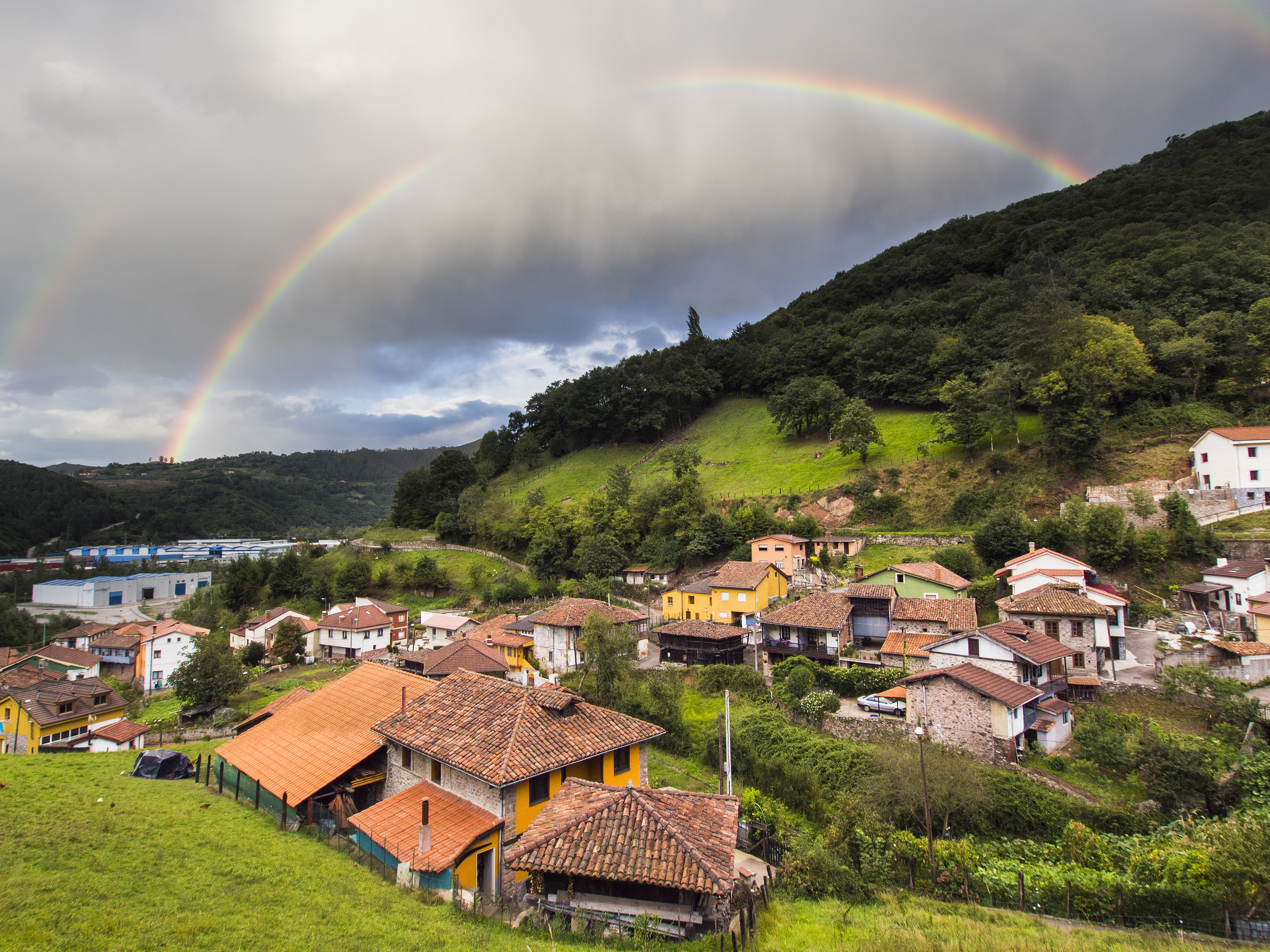
Paroisse civile de Loredo.
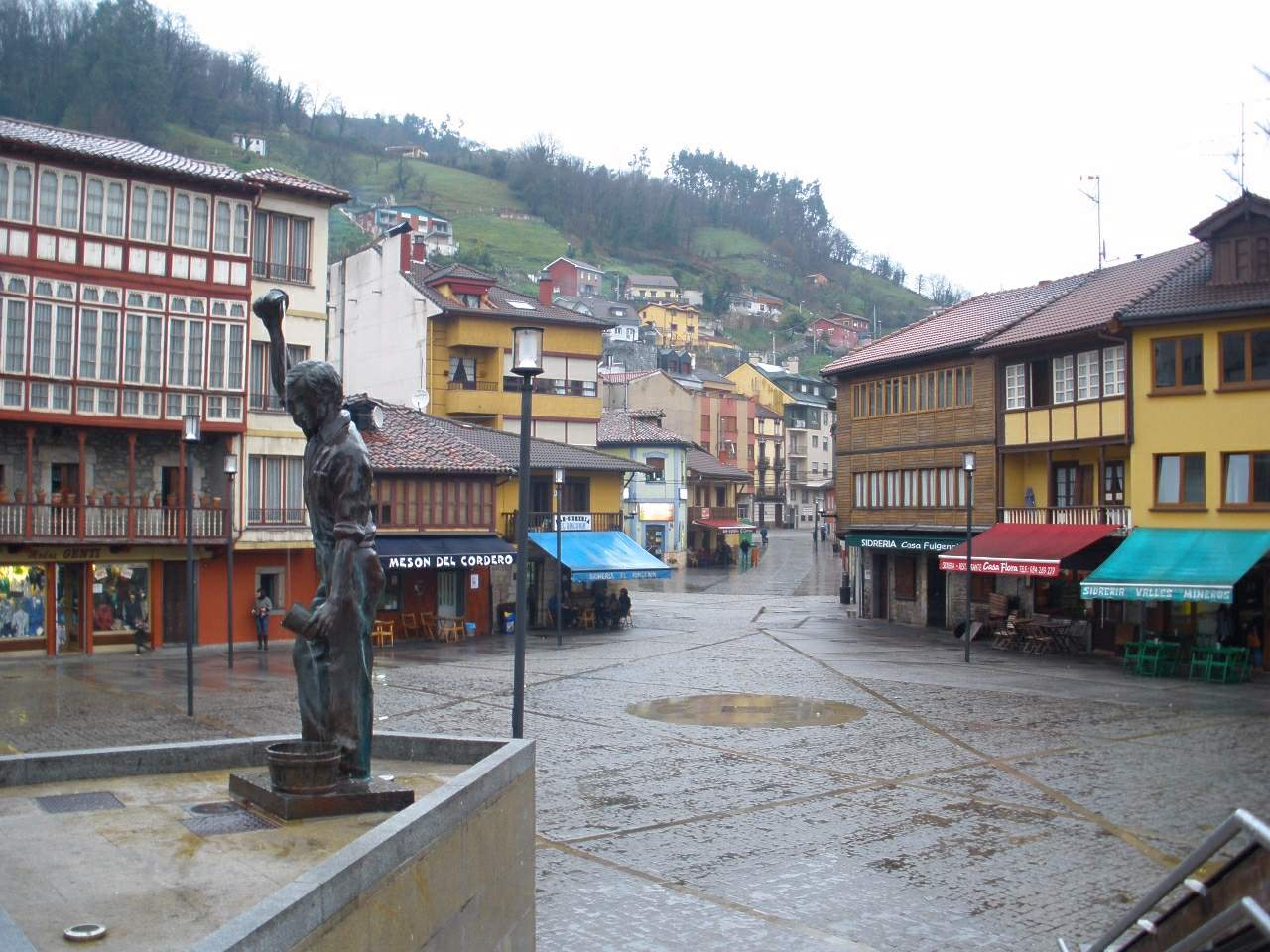
Place de Requejo.
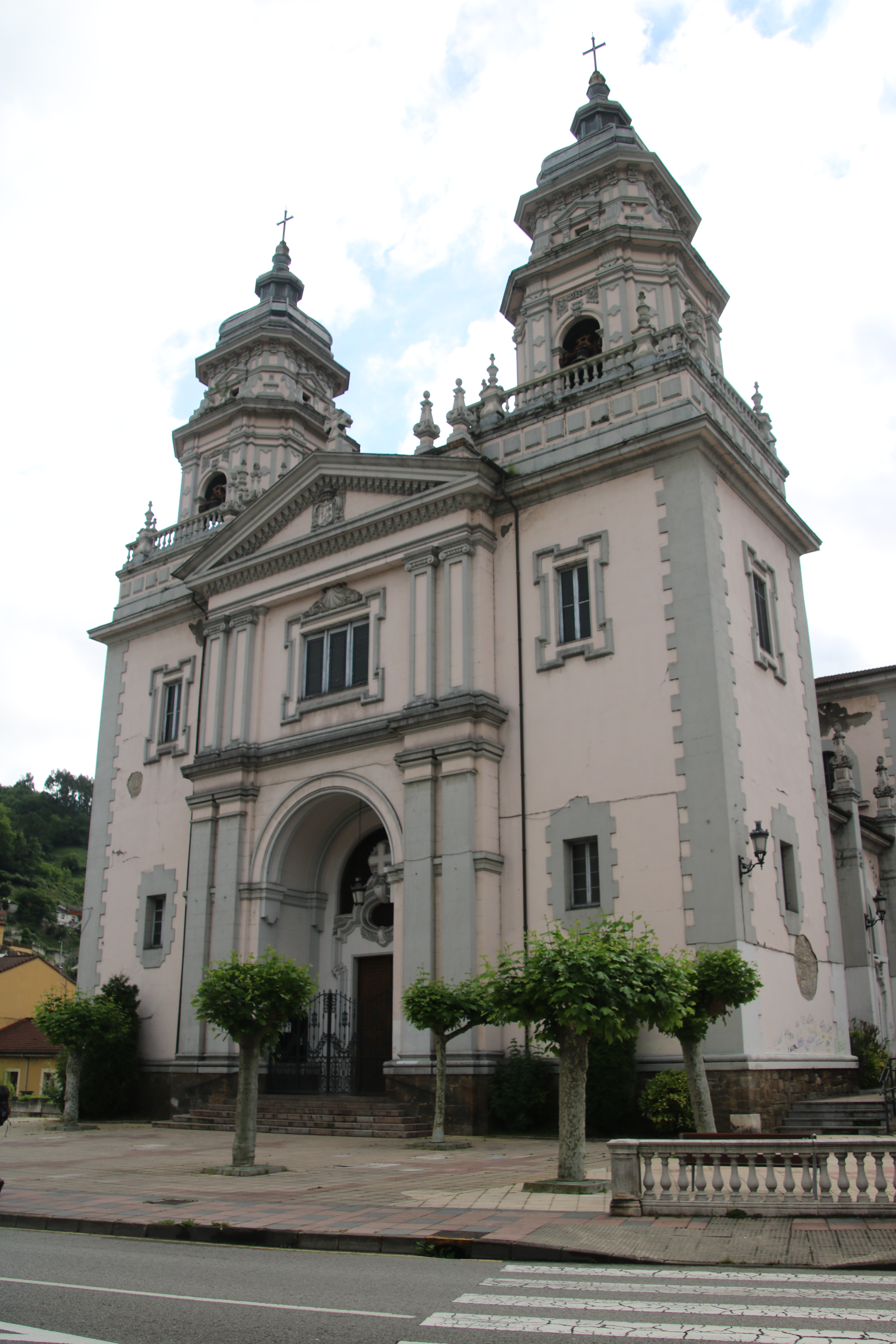
Église Saint-Jean-Baptiste.
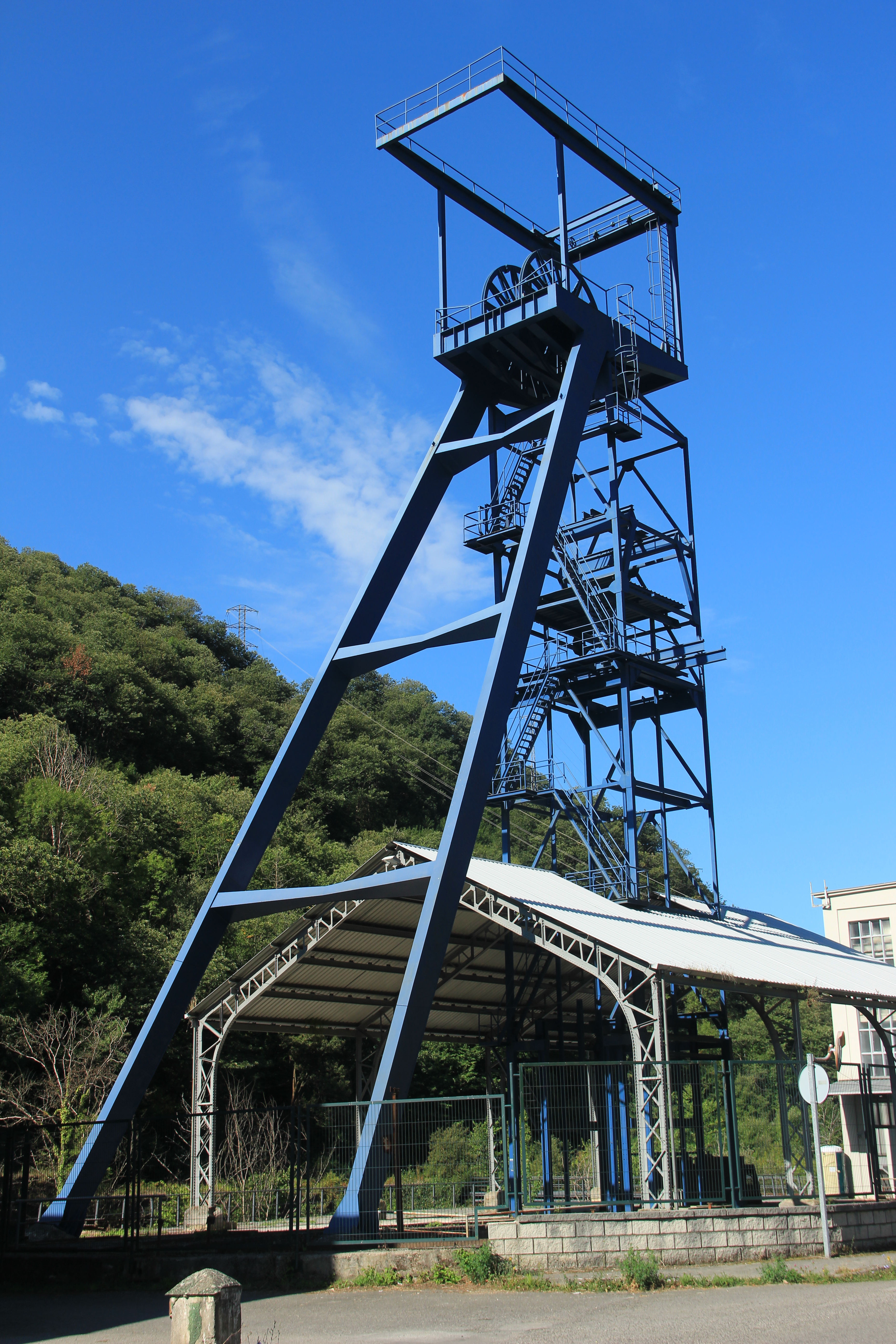
Puits de mine Santa Bárbara (Turón).
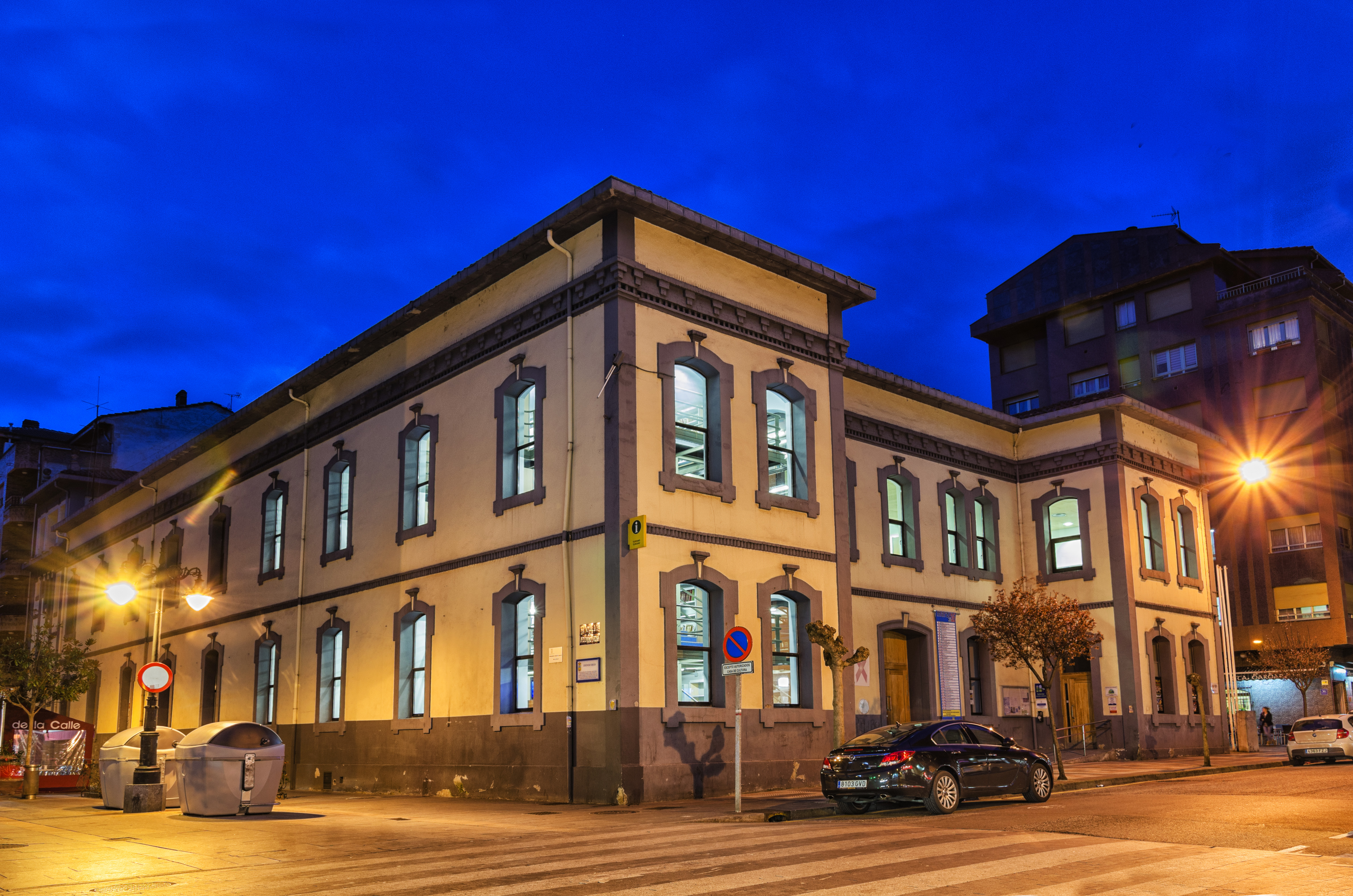
Maison de la culture Teodoro Cuesta.